# Boisheda
Boisheda (francès Boissède) és un municipi occità del Savès a Comenge (Gascunya), situat al departament de l'Alta Garona i a la regió d'Occitània.